# アレントンカバ
アレントンカバ（英: Allenton Hippo）は1895年にイングランド・ダービーのアレントンで発見された、実在のカバ（Hippopotamus amphibius）。その全長 3 メートルにわたる骨格は、ダービー博物館・美術館で展示されている。骨が発見された場所の近くには、現在それを記念する彫刻が置かれている。

## 経緯
骨が発見されたアレントンは、ダービーから 5 キロメートル離れた郊外の村だった。1895年3月に村のクラウン・インで新しく井戸を掘っている際、作業員がまず悪臭に気付き、次いで大きな見慣れない骨を見つけて工事が止まった。何人かの村の有力者が追加調査のために資金を出し合い、この発見は村全体が分かち合うものだということで合意した。穴は 4.5 平方メートルの大きさまで広げられたが、地表から下 1.8 メートルの所まで水が湧き出てきて、それ以上調べられなくなった。さらに下まで掘り下げられるよう、ポンプが何台も用意され、男たちが雇われてそれらを動かした。H.H. ベンローズと R.M. ディーリはこれら一連の作業を見物し、後にその様子を本にしている。この調査費用に出資した人々は、これらの骨を16年前に開館したダービー博物館へ寄贈することで合意した。

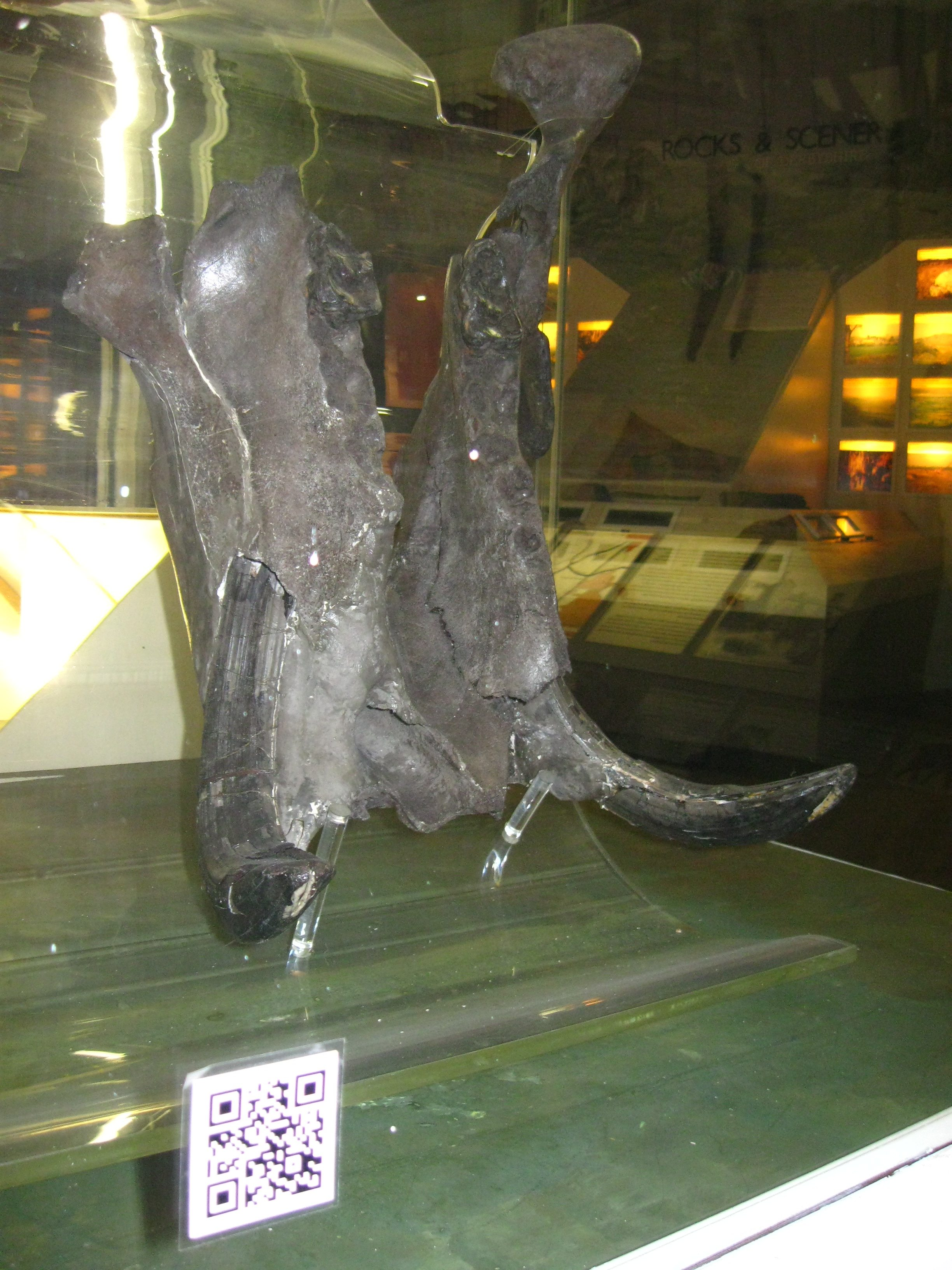
アレントンカバの下顎の骨と、スマートフォンにこの記事を表示させるQRコード

最終的に 127 個の骨が見つかり、その殆どは河馬のものであり、二・三個が犀と象のものだった。アーノルド・ベンローズは、これらの骨はイングランドと欧州大陸が地続きだったことの証拠だと考えている。なぜなら、そう仮定することによって、この種の骨がイングランド、欧州大陸、北海の海底から見つかっていることを最もよく説明できるからだ。
ボールトンから発見された、アレントンカバや他の動物の化石は全て、アレントン台地と呼ばれる地形から発見された。これは現在のダーウェント川の水位から上、6 メートルにのぼる河川由来の砂礫層である。この地層は約12万年前のエーミアン間氷期にあたる。ここに河馬がいたということは、当時は今日より気候が温暖だったことを示している。冬季に氷点下が続くことはなく、夏の平均気温は 18 度以上だったと思われる。

## その後の発見

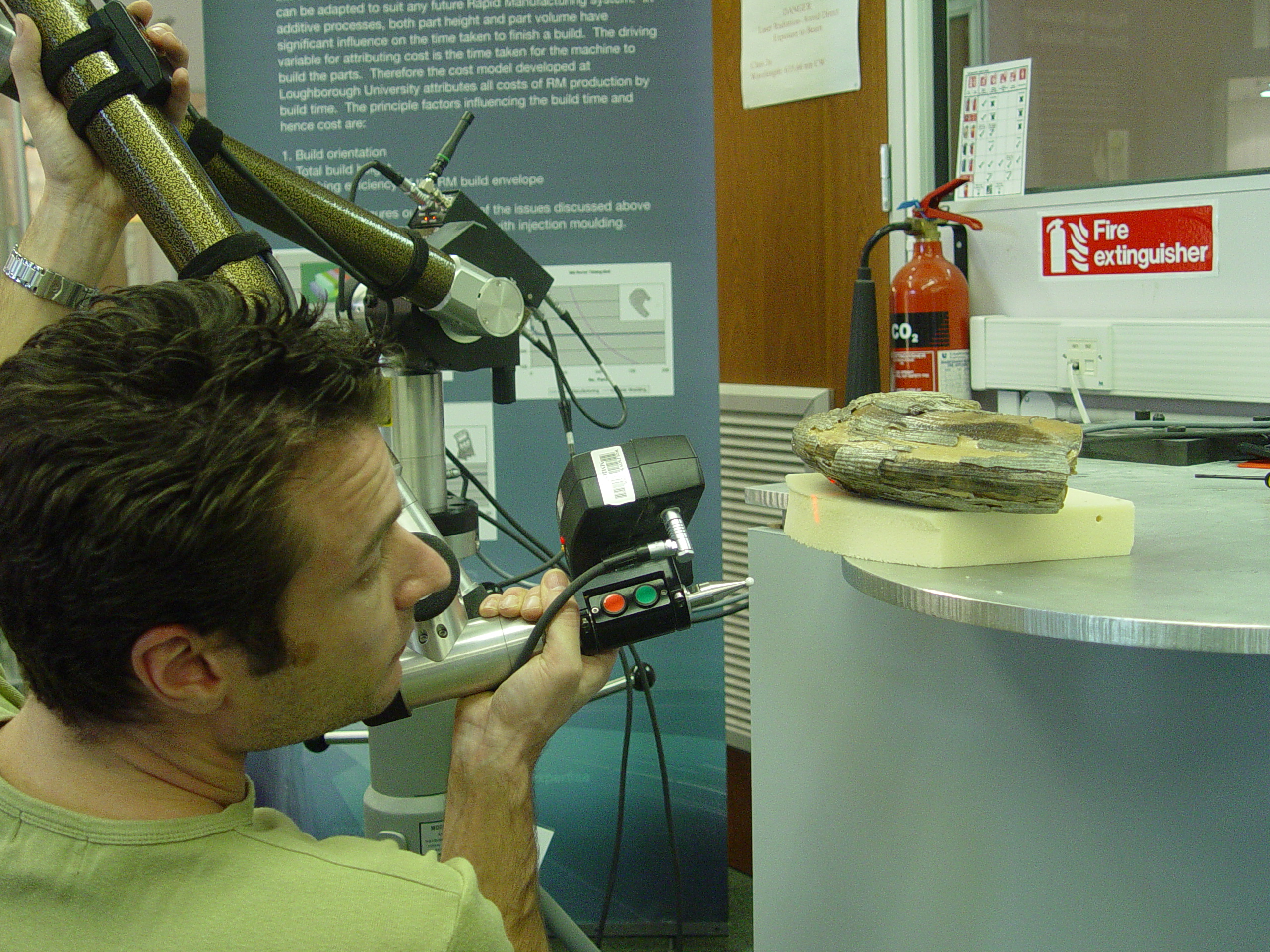
ラフバラー大学でレーザースキャンされるアレントンカバの犬歯。

1973年7月、ボールトン近辺での掘削工事中、また別の骨片が見つかった。ダービー博物館にはその一部も展示されている。その下水道工事中、熊、鹿、雄牛の骨、さらには河馬、犀、象の骨も見つかった。それらは一・二個の骨でしかなかったが、なかにはイギリスで見つかった内では最大となる河馬の歯もあった。

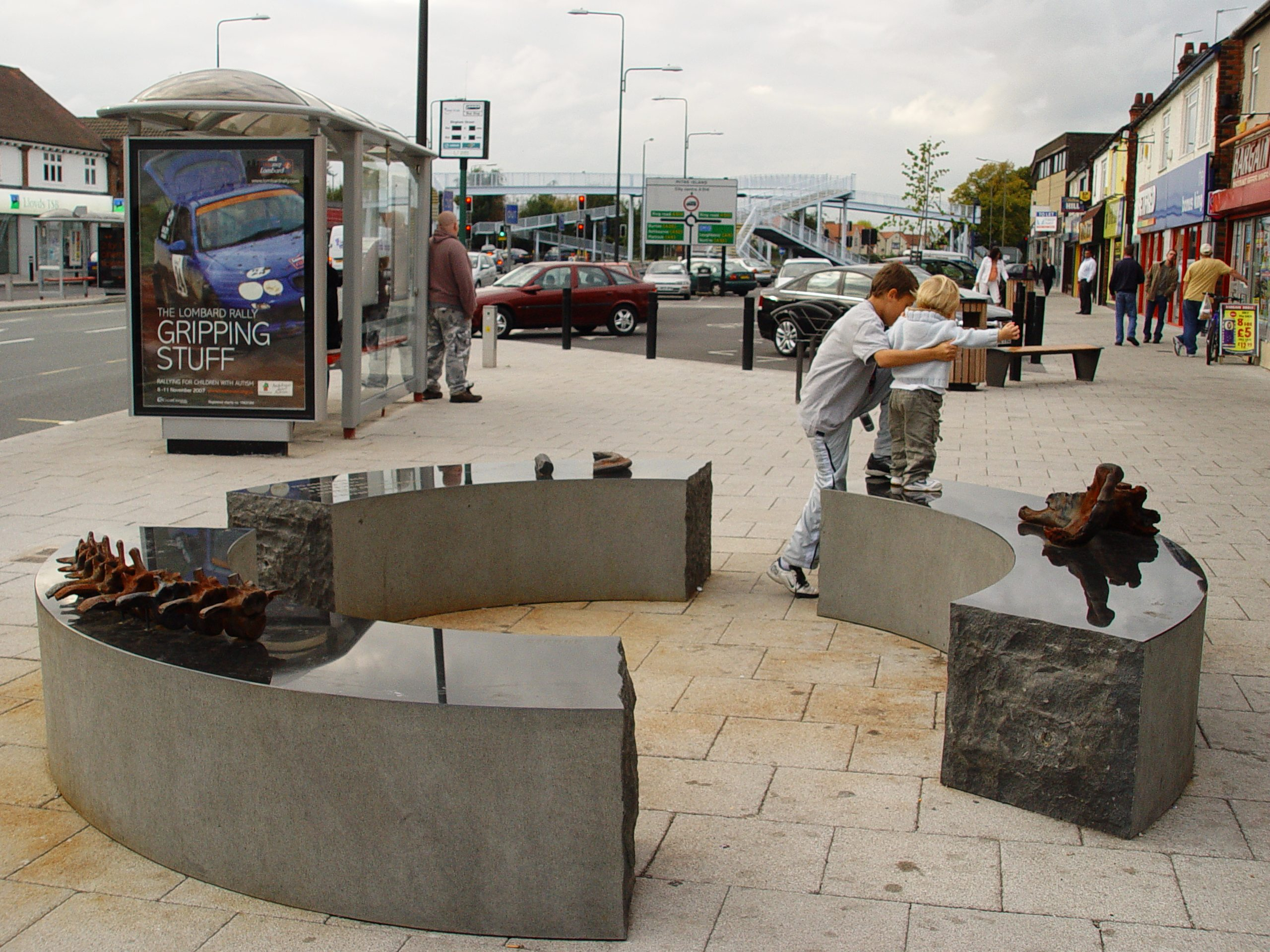
アレントン・ショッピングセンターの彫刻

2006年、マイケル・ダン・アーチャーはアレントンの町の彫刻制作を引き受けた。アレントンでの議論の結果、町の人たちは地域の歴史を反映した何らかのしるしを欲しがっている事が分かった。アーチャーの彫刻は、まず円環を 3 つに切り分けた、腰掛けとして充分なサイズの黒い花崗岩からなる。そして磨かれた花崗岩の表面の上には、鋳鉄でできた河馬の骨の複製が設置されている。粘土型から鋳造された下顎に加えて、その他の骨もダービー博物館からいくつかが選び出されラフバラー大学に持ち込まれ、コンピュータで立体モデルを作るべくレーザースキャンされた。このモデルによって、骨の精密な複製が可能になり、アーチャーはその中から鋳造すべきモデルを選び出した。